# Youth (película de 2015)
Youth (italiano La giovinezza, y traducida al castellano como La juventud) es una película italiana, escrita y dirigida por Paolo Sorrentino. Protagonizada por Michael Caine, es la segunda película en inglés del director, posterior a la ganadora del Premio Óscar La gran belleza (2013). El reparto incluye también a Rachel Weisz, Paul Dano, Jane Fonda y Harvey Keitel. Youth se estrenó en el Festival de Cine de Cannes 2015, donde compitió por la Palma de Oro.

## Argumento
Un director de orquesta retirado (Fred Ballinger) está de vacaciones un balneario de los Alpes suizos junto a su hija y su amigo íntimo (Mick Boyle), un director de cine que está escribiendo un guion con su equipo. Reflexionan sobre la vida de forma discreta y le ocurren varios sucesos, entre ellos, recibe una invitación de la Reina Isabel II para dirigir una obra en el cumpleaños del Príncipe Felipe.

## Reparto
- Michael Caine como Fred Ballinger.
- Harvey Keitel como Mick Boyle.
- Rachel Weisz como Lena Ballinger.
- Paul Dano como Jimmy Tree.
- Jane Fonda como Brenda Morel.
- Madalina Diana Ghenea como Miss Universo.
- Roly Serrano como Diego Armando Maradona.
- Alex Macqueen como Emisario de la Reina.
- Ed Stoppard como Julian.
- Robert Seethaler como Luca Moroder.
- Tom Lipinski como Guionista en el amor.

## Producción
El rodaje de la película comenzó en Suiza en mayo de 2014. Algunas escenas también se rodaron en Roma.
"Giovinezza" (sin artículo) es la canción que los fascistas utilizaban como himno nacional e himno nacional no oficial, pero no se sabe si esta se hace referencia en la película.

## Premios y nominaciones
| Premio                                                      | Categoría                   | Receptores                      | Resultado | Ref(s)        |
| ----------------------------------------------------------- | --------------------------- | ------------------------------- | --------- | ------------- |
| Crítica de Detroit                                          | Mejor película              | Youth                           | Pendiente | [ 5 ]         |
| Crítica de Detroit                                          | Mejor director              | Paolo Sorrentino                | Pendiente | [ 5 ]         |
| Crítica de Detroit                                          | Mejor actor                 | Michael Caine                   | Pendiente | [ 5 ]         |
| Globos de Oro                                               | Mejor actriz de reparto     | Jane Fonda                      | Nominada  | [ 6 ]         |
| Globos de Oro                                               | Mejor canción original      | 'Simple Song #3' por David Lang | Nominado  | [ 6 ]         |
| Festival de Cannes                                          | Palma de Oro                | Paolo Sorrentino                | Nominado  | [ 7 ]         |
| Festival de Cine de Oostende                                | Premio Look                 | Paolo Sorrentino                | Nominado  | [ 8 ]         |
| Festival Internacional de Cine de Hawái                     | Premio de Hawaii Eurocinema | Paolo Sorrentino                | Nominado  | [ 9 ]         |
| Hollywood Film Awards                                       | Actriz de reparto del año   | Jane Fonda                      | Ganadora  | [ 10 ]        |
| Sindicato Nacional Italiano de Periodistas Cinematográficos | Mejor película              | Youth                           | Nominada  | [ 11 ]        |
| Sindicato Nacional Italiano de Periodistas Cinematográficos | Mejor director              | Paolo Sorrentino                | Ganador   | [ 11 ]        |
| Sindicato Nacional Italiano de Periodistas Cinematográficos | Mejor guion                 | Paolo Sorrentino                | Nominado  | [ 11 ]        |
| Sindicato Nacional Italiano de Periodistas Cinematográficos | Mejor casting director      | Anna Maria Sambucco             | Nominada  | [ 11 ]        |
| Sindicato Nacional Italiano de Periodistas Cinematográficos | Mejor fotografía            | Luca Bigazzi                    | Ganador   | [ 11 ]        |
| Sindicato Nacional Italiano de Periodistas Cinematográficos | Mejor vestuario             | Carlo Poggioli                  | Nominado  | [ 11 ]        |
| Sindicato Nacional Italiano de Periodistas Cinematográficos | Mejor diseño de producción  | Ludovica Ferrario               | Nominada  | [ 11 ]        |
| Sindicato Nacional Italiano de Periodistas Cinematográficos | Mejor montaje               | Cristiano Travaglioli           | Ganador   | [ 11 ]        |
| Premios Satellite                                           | Mejor actriz de reparto     | Jane Fonda                      | Pendiente | [ 12 ]        |
| Premios del Cine Europeo                                    | Mejor película europea      | Youth                           | Ganadora  | [ 13 ] [ 14 ] |
| Premios del Cine Europeo                                    | Mejor director europeo      | Paolo Sorrentino                | Ganador   | [ 13 ] [ 14 ] |
| Premios del Cine Europeo                                    | Mejor actor europeo         | Michael Caine                   | Ganador   | [ 13 ] [ 14 ] |
| Premios del Cine Europeo                                    | Mejor actriz europea        | Rachel Weisz                    | Nominada  | [ 13 ] [ 14 ] |
| Premios del Cine Europeo                                    | Mejor guion europeo         | Paolo Sorrentino                | Nominado  | [ 13 ] [ 14 ] |
| Círculo de Críticos de Phoenix                              | Mejor película extranjera   | Youth                           | Pendiente | [ 15 ]        |